# Versnijding (drugs)
Versnijding is het mengen van harddrugs met andere stoffen. Het fenomeen is met name bekend bij heroïne, cocaïne, amfetamine en in mindere mate XTC.
Versnijding vindt vaak plaats omdat een handelaar zijn opbrengst wil vergroten. Hierdoor worden harddrugs onzuiverder naarmate ze zich verder van de bron bevinden. Zo kan het bijvoorbeeld voorkomen dat heroïne die in Afghanistan wordt geoogst en in Turkije bewerkt, bij aankomst in Nederland voor misschien maar enkele procenten zuiver is (rond de 5% is in West-Europa gebruikelijk). De rest kan van alles zijn, wat de handelaar maar voorhanden heeft.
Om twee redenen is versnijding zeer gevaarlijk. Ten eerste zijn de versnijdingsmiddelen vaak zeer schadelijk. Krijt, waspoeder, rattengif(strychnine) en vele andere stoffen die uiterlijk op de drugs lijken worden aan het middel toegevoegd. Dit heeft al vele gebruikers het leven gekost. Ten tweede kan een gebruiker die zijn hele leven versneden drugs heeft gebruikt en op een bepaald moment eenzelfde dosis onversneden gebruikt, overlijden aan een overdosis. Wanneer onverhoopt een zuiverder partij op de markt komt heeft dit dan ook vaak tot gevolg dat een aantal gebruikers overlijdt of in het ziekenhuis terechtkomt.
Ervaren gebruikers en handelaren kunnen zuiverheid van drugs op verschillende manieren vaststellen. Door bijvoorbeeld heroïne boven een vlammetje te smelten, kan men aan de vloeistof zien hoe zuiver de drug is. Hoe minder rondzwevende deeltjes in en droesem onder in de oplossing, hoe zuiverder de heroïne.